# Walter Nowotny
Walter Nowotny (Gmünd, 7 dicembre 1920 – Bramsche, 8 novembre 1944) è stato un aviatore austriaco che prestò servizio nella Luftwaffe, l'aeronautica militare tedesca, durante la seconda guerra mondiale.
Con un totale di 258 vittorie aeree ottenute in 442 missioni, fu il miglior asso austriaco in assoluto e il quinto della storia dell'aviazione dopo Erich Hartmann, Gerhard Barkhorn, Günther Rall e Otto Kittel. Raggiunse per primo le 250 vittorie.

## Biografia

### Infanzia e arruolamento
Figlio di Rudolf, Walter Nowotny aveva due fratelli, Rudolf e Hubert. Entrambi scelsero la carriera militare. Nato a Gmünd, in Austria, il 7 dicembre 1920, visse con la famiglia dal 1925 al 1935 nel piccolo comune di Schwarzenau, sempre in Austria. Frequentò la scuola a Laa an der Thaya, e, diventato cittadino tedesco in seguito all'annessione dell'Austria alla Germania nel 1938, una volta completati gli studi si arruolò il 1º ottobre 1939 nella Luftwaffe, l'aeronautica militare tedesca. Completò il suo addestramento da pilota il 19 agosto 1940 alla Jagdfliegerschule 5 (5ª scuola di caccia aerea) di Schwechat con il grado di Feldwebel (maresciallo) e il brevetto di pilota militare.

### Da semplice pilota a Staffelkapitän
Venne destinato il 1º dicembre 1940 alla squadriglia rimpiazzi del Jagdgeschwader 54 (54º stormo caccia, JG 54) del Major (maggiore) Hannes Trautloft, passando quindi alla 9ª squadriglia (Staffel) del medesimo stormo il 23 febbraio 1941. Nowotny passò cinque mesi di voli al fronte orientale nella formazione-comando della 1ª squadriglia dell'Ergänzungsgruppen (gruppo rimpiazzi) del JG 54 senza ottenere alcuna vittoria, venendo nel frattempo promosso Leutnant (sottotenente) il 1º aprile. I primi due successi giunsero infatti entrambi il 19 luglio ai comandi di un caccia Messerschmitt Bf 109E-7, quando abbatté due biplani sovietici Polikarpov I-153 nei cieli di Ösel, nel Golfo di Riga. Poco dopo, tuttavia, venne abbattuto da un altro I-153 pilotato dall'asso sovietico Aleksandr Fëdorovič Avdeev: costretto ad ammarare nel Baltico, trascorse tre giorni e tre notti sul canotto di salvataggio prima di raggiungere la riva. Nowotny si considerò fortunato a essere sopravvissuto e da quel momento, per scaramanzia, volò sempre con i pantaloni indossati quando fu abbattuto.
In forza alla 3ª Staffel del JG 54 (3./JG 54) dal marzo 1942, durante l'estate aumentò le sue vittorie personali con una serie di doppiette (25 e 28 luglio) e triplette (23 e 26 luglio) seguite da sette nemici abbattuti nel solo 2 agosto. In questa data le sue vittorie globali erano aumentate a quota cinquantaquattro. L'11 agosto, dopo un'altra vittoria ai danni di un caccia MiG-3, venne colpito e il suo Bf 109G-2 prese fuoco: Nowotny riuscì a compiere un brusco atterraggio nella sua base, distrusse l'aereo e si procurò qualche lieve ferita. Dieci giorni dopo venne decorato con la medaglia d'oro dell'Ordine militare della Croce Tedesca e il 4 settembre, per le cinquantasette vittorie conseguite l'11 agosto, la Croce di Cavaliere. Il 25 ottobre successivo, neanche ventiduenne, fu nominato capo (Staffelkapitän) della 1ª squadriglia del JG 54 (1./JG 54).

### La Jagdschwarm Nowotny

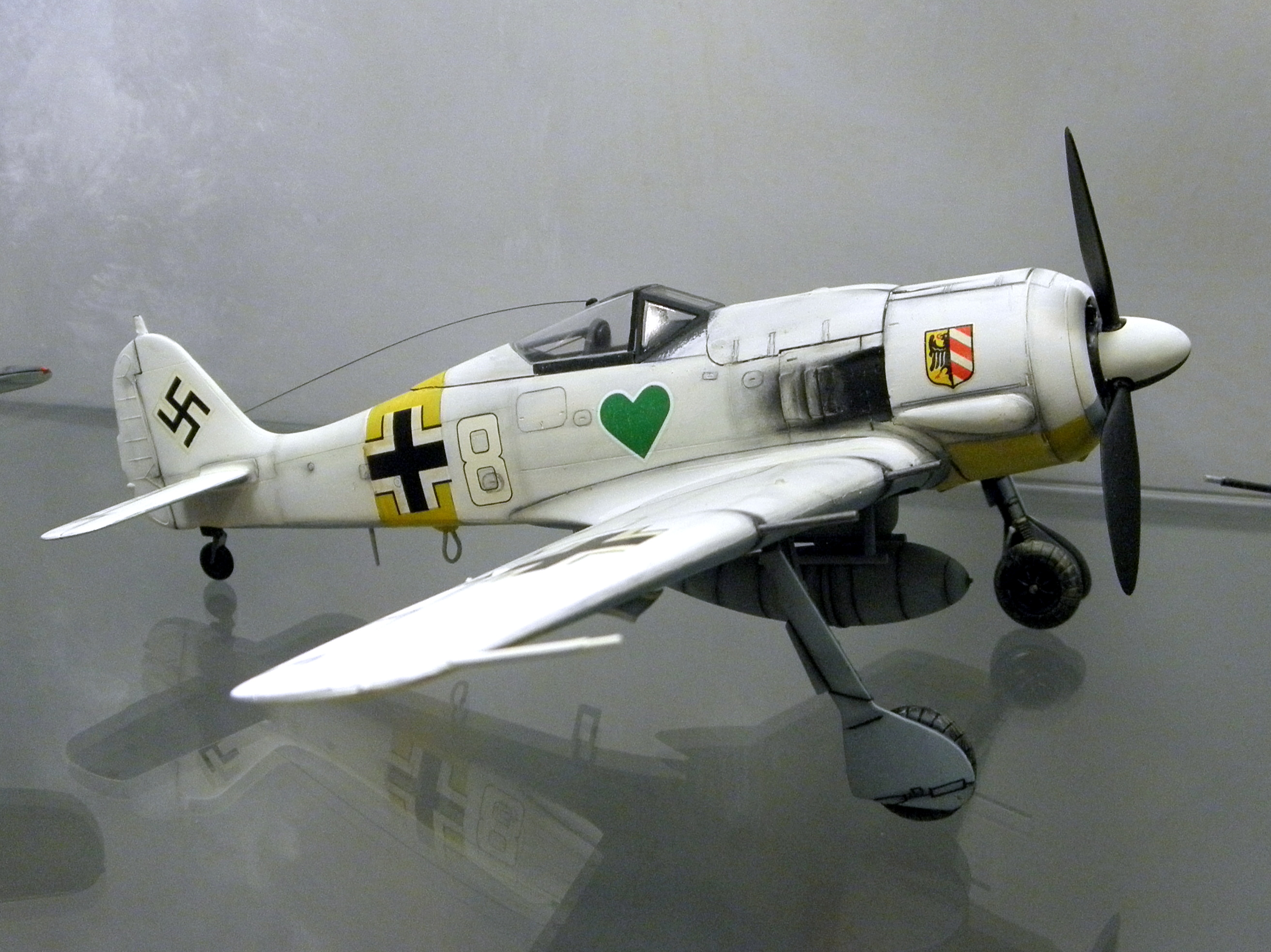
Voghenza, frazione di Voghiera, Museo del modellismo storico: modello in scala del Focke-Wulf Fw 190A-4 del Jagdgeschwader 54 (JG 54) in livrea invernale usato da Nowotny in Russia nel novembre 1942.

Il cuore verde (Grünherz in tedesco), simbolo dell'unità con cui volò Nowotny al fronte orientale, il Jagdgeschwader 54

Nei primi mesi del 1943 la formazione di base in cui volava Nowotny (nel gergo della Luftwaffe detta Schwarm, letteralmente "sciame") comprendeva i tre gregari (nonché affermati assi) Karl Schnörrer, Anton Döbele e Rudolf Rademacher. Insieme i quattro piloti fecero della "Jagdschwarm Nowotny" la più vittoriosa della Luftwaffe. Il pilota di origini austriache raggiunse la sua 75ª vittoria il 20 marzo 1943, abbattendo un caccia LaGG-3. Dal 1º intanto era già diventato Oberleutnant (tenente). Il 26 marzo ci fu il primo incontro con i caccia Spitfire, in forza al 26º GvIAP (Gvardevskij Istrebitelnyj Aviatsionnyj Polk, reggimento aereo da caccia della Guardia) operante nel settore di Leningrado: "Nowi", così era stato soprannominato Walter dai suoi commilitoni, ne abbatté uno, conseguendo la sua 79ª vittoria, preludio alla 100ª raggiunta il 15 giugno contro un LaGG-3. In agosto riportò altre quarantanove vittorie (di cui la 150ª il 18 del mese) che gli valsero la nomina a comandante (Gruppenkommandeur) del I gruppo del JG 54 (I./JG 54). A settembre gli aerei nemici abbattuti furono quarantacinque, inclusa la sua 200ª vittoria contro un caccia La-5 l'8 settembre.
Quattro giorni prima gli erano state riconosciute le fronde di quercia da aggiungere alla Croce di Cavaliere, ulteriormente impreziosita il 22 settembre dalle spade. Ormai Hauptmann (capitano), tra il 5 e il 14 ottobre rivendicò l'abbattimento di altri trentadue aerei sovietici, incluso il 250ª dall'inizio della sua carriera: Nowotny fu il primo pilota della Luftwaffe e al mondo a raggiungere questo traguardo. La propaganda nazista lo fece diventare un eroe nazionale. Il 19 ottobre fu Adolf Hitler in persona ad appuntargli la Croce di Cavaliere con fronde di quercia, spade e diamanti, diventando l'ottavo dei soli ventisette uomini a ricevere tale onore.
Prima di essere ritirato dal servizio in prima linea per ordini superiori (si temevano le ripercussioni che avrebbe potuto provocare la morte di in combattimento di Nowotny) fece in tempo a conseguire altre cinque vittorie, l'ultima il 12 novembre 1943 contro un caccia Yakovlev Yak-9 per la sua 255ª e ultima vittoria al fronte orientale. Solamente un giorno prima, l'11 novembre la Jagdschwarm Nowotny aveva perso Döbele, scontratosi in volo con un altro caccia tedesco, mentre proprio il 12 novembre Schnörrer, abbattuto da uno Šturmovik sopra Nevel', fu costretto a un periodo di convalescenza perché gravemente ferito. Sopravvisse alla guerra così come Rademacher, ma perse una gamba nel 1945.

### Il Kommando Nowotny

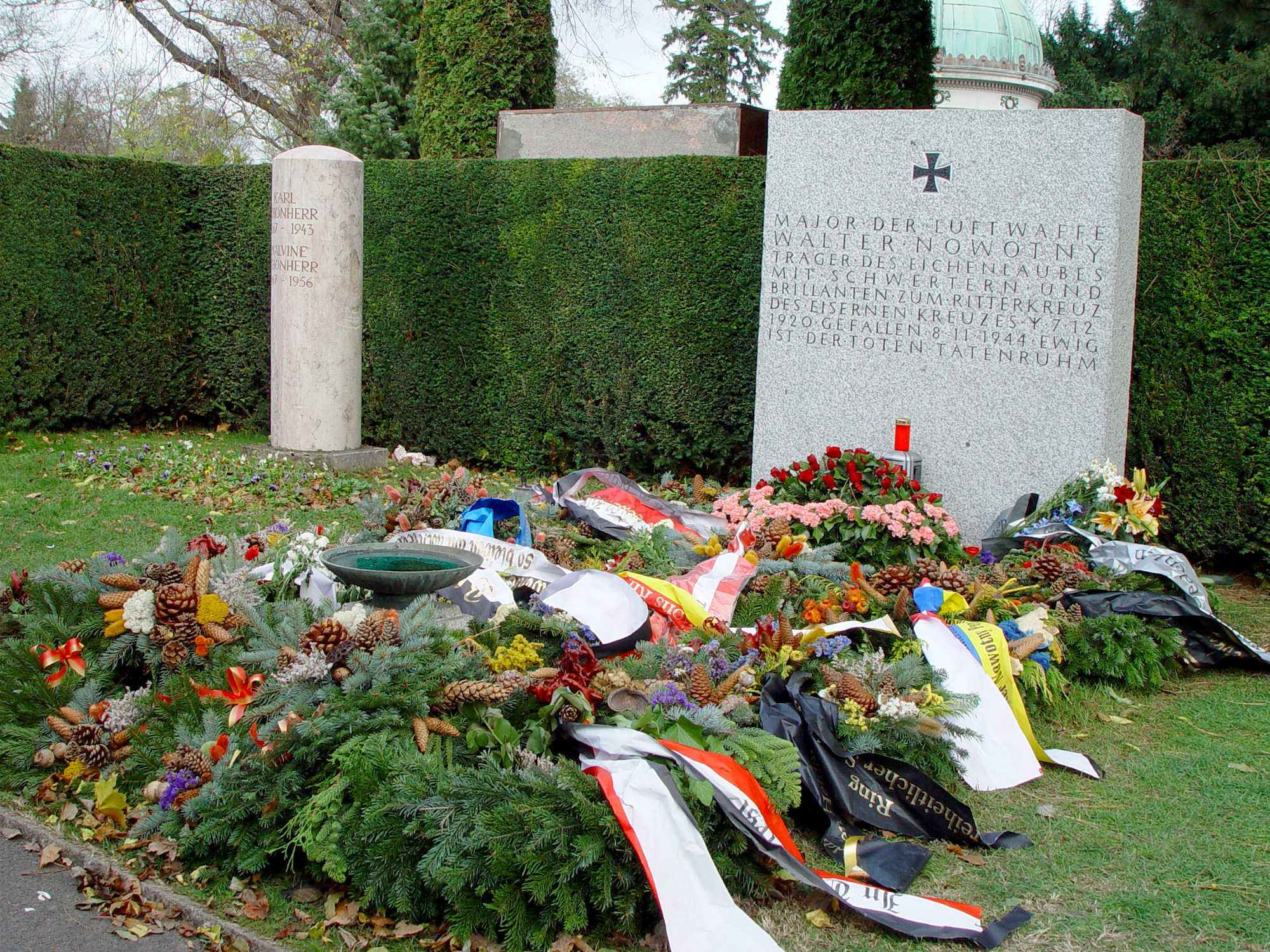
La tomba di Nowotny al Zentralfriedhof di Vienna così come si presentava nel 2004

Nei mesi successivi Nowotny funse da "testimonial" della propaganda per alzare il morale della popolazione tedesca, fino a quando il 1º aprile 1944 divenne comandante del Jagdgeschwader 101, uno stormo da addestramento della Luftwaffe situato a Pau (Francia). Svolse questo incarico fino al 10 settembre, quindi venne designato quale comandante di un nuovo reparto speciale equipaggiato con i rivoluzionari bimotori a getto Messerschmitt Me 262: il Kommando Nowotny, dal nome del comandante per l'appunto. Al 30 settembre l'unità disponeva di ventitré Me 262.
Agli inizi di ottobre la nuova unità comincia a spostarsi sugli aeroporti di Achmer ed Hesepe. Nowotny incontrò non poche difficoltà a portare in servizio piloti inesperti su un tipo di caccia completamente nuovo, in un settore dove la supremazia aerea era per giunta degli Alleati. Tra i primi di ottobre e i primi di novembre il Kommando Nowotny rivendicò l'abbattimento di quattro bombardieri B-24, tre ricognitori e dodici caccia a fronte della perdita di sei Me 262 in combattimento, altri sette distrutti in seguito a incidenti di volo e nove danneggiati.
L'8 novembre 1944 Nowotny decollò su allarme con altri piloti per intercettare una formazione di bombardieri statunitensi: dopo aver colpito e abbattuto un bombardiere B-17 e un caccia Mustang (258ª e ultima vittoria), venne a sua volta abbattuto e ucciso presso Hesepe (Bramsche) dal Lieutenant (tenente) Richard W. Stevens del 364th Fighter Group (364º gruppo caccia). Quasi due settimane dopo la sua morte il Kommando Nowotny venne inglobato nel Jagdgeschwader 7, inizialmente intitolato a Hindenburg, poi alla memoria di Nowotny.